# Hôtel Berthier de Sauvigny
Pour les articles homonymes, voir Hôtel de l'Intendance.
L'hôtel Berthier de Sauvigny, ou hôtel de l'Intendance, est un ancien hôtel particulier démoli en 1950 qui était situé 11  rue Béranger dans le 3e arrondissement de Paris.

## Histoire
L’hôtel construit en 1728 appartint ensuite au fermier général Durey d’Arnoncourt puis est acquis  en 1788 par l'intendant de la généralité de Paris Louis Bénigne François Berthier de Sauvigny qui le fait réaménager.
Il est confisqué après l'exécution de son propriétaire pendu à un réverbère de la place de Grève en 1789. L'hôtel est le premier siège de l’administration départementale en 1791 puis la mairie d’arrondissement de 1843 à 1867. L’État en devient propriétaire en 1942. Laissé à l’abandon, il est revendu et démoli en 1950 pour construire des parkings de 9 niveaux.
Les 5 niveaux supérieurs sont réaménagés en bureaux occupés par la rédaction du journal Libération de 1987 à 1995 puis par celle de Charlie hebdo.

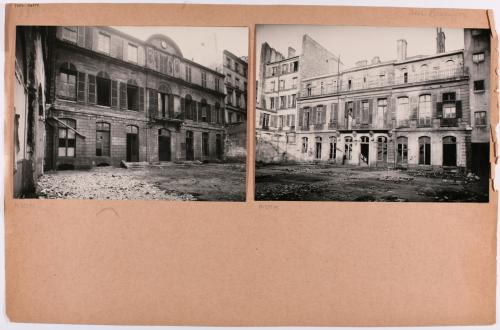
Hôtel Berthier de Sauvigny avant sa démolition.
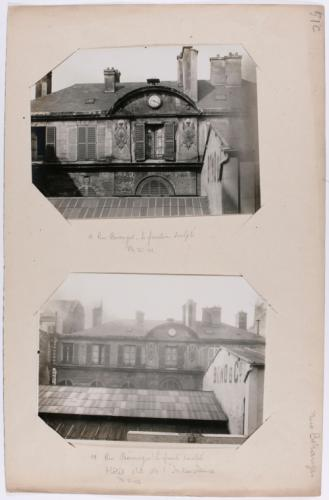
Hôtel Berthier de Sauvigny fronton.